# Dulgalach
Dulgalach (rusky Дулгалах, jakutsky Дулҕалаах) je řeka v Jakutské republice v Rusku. Je dlouhá 507 km. Plocha povodí měří 27 300 km².

## Průběh toku
Pramení na severním svahu Verchojanského pohoří a na horním toku protéká přes jezero Sjujureen-Kjujol. Nedaleko nad městem Verchojansk se slévá s řekou Sartang a vytváří Janu.

## Přítoky
Splavná je v délce 200 km.